# グランザイムB
グランザイムB（英: granzyme B、GrB）は、NK細胞と細胞傷害性T細胞の顆粒に最も一般的に存在するセリンプロテアーゼである。グランザイムBはこれらの細胞からポア形成タンパク質パーフォリンとともに分泌され、標的細胞のアポトーシスを媒介する。
また、グランザイムBは好塩基球やマスト細胞から平滑筋細胞まで広範囲の非細胞傷害性細胞によっても産生されることが判明している。グランザイムBの副次的機能は多岐にわたる。グランザイムBはサイトカインの放出を刺激することで炎症の誘導に関与しており、また細胞外マトリックスのリモデリングにも関与している。
グランザイムBレベルの上昇は、多数の自己免疫疾患、いくつかの皮膚疾患、そして1型糖尿病への関与が示唆されている。

## 構造
ヒトでは、グランザイムBは14番染色体のq11.2に位置するGZMB遺伝子にコードされる。GZMB遺伝子の長さは約3.2 kbで5つのエクソンから構成される。グランザイムはヒトでは5種類、マウスでは10種類存在するが、これらの中でもグランザイムBは最も豊富に存在する。グランザイムBはグランザイムHと関連した祖先から進化したと考えられており、他のグランザイムよりも低い濃度でも高い効果を示す。
グランザイムBはまず、N末端にペプチド配列が付加された不活性な酵素前駆体として存在する。この配列はカテプシンCによって切断され、2アミノ酸が除去される。カテプシンHもグランザイムBを活性化することが報告されている。
グランザイムBの構造は、6本のストランドからなるβシートと3つのtrans-domain segmentから構成される。細胞傷害性リンパ球の粒子内では、2つのグリコシル化形態で存在する。高マンノース型は32 kDa、複合型は35 kDaである。
グランザイムBの活性部位にはヒスチジン-アスパラギン酸-セリンの触媒三残基が存在し、P1位に位置するアスパラギン酸の後を選択的に切断する。切断されるアスパラギン酸残基は酵素の結合ポケットのアルギニン残基と結合する。グランザイムBは中性のpHで活性があり、そのため細胞傷害性T細胞の酸性顆粒内では不活性である。また、顆粒内ではセルグリシンの結合によっても不活性化されており、細胞傷害性T細胞内で自身のアポトーシスが開始されないようにしている。

## 送達
グランザイムBはパーフォリンとともに放出され、パーフォリンは標的細胞の細胞膜にポアを形成する。パーフォリンのポアの半径は5.5 nmであるのに対し、グランザイムBのストークス半径は2.5 nmであるため、パーフォリンのポアを通って標的を破壊することができる。
また、放出されたグランザイムBは、標的細胞表面の負に帯電したヘパラン硫酸を含む受容体に結合し、エンドサイトーシスされる。その後、グランザイムBを含んだ小胞は破裂し、グランザイムBは細胞質とそこに位置する基質に対して露出する。また、Hsp70もグランザイムBの移行の補助に関係している。
グランザイムBは、自身に結合しているセルグリシンを標的細胞膜の負に帯電したリン脂質と交換することで標的に移行することも提唱されている。移行はabsorptive pinocytosisと呼ばれる飲作用過程で行われる。

## グランザイムBを介したアポトーシス
標的細胞内では、グランザイムBがイニシエーターカスパーゼのカスパーゼ-8、-10、エフェクターカスパーゼのカスパーゼ-3、-7を切断して活性化することでアポトーシスを開始する。グランザイムBに対する感受性が最も高いのはカスパーゼ-7であり、カスパーゼ-3、-8、-10は中間体断片へと切断されるだけで、十分な活性化にはさらなる切断が必要である。
グランザイムBには300以上の基質が存在し、ミトコンドリア外膜のMcl-1を切断し、Bimに対する阻害を緩和させる。BimはBAX/BAKのオリゴマー化、ミトコンドリア膜の透過化とアポトーシスを刺激する。グランザイムBはHAX1も切断し、ミトコンドリア膜の脱分極を促進する。
グランザイムBはBIDも切断し、BAX/BAKのオリゴマー化とミトコンドリアからのシトクロムcの放出を引き起こす。ICADの切断は、アポトーシスと関係したDNAの断片化とラダーパターンの形成を引き起こす。
グランザイムBはミトコンドリアの活性酸素種を細胞傷害レベルで産生し、細胞死を媒介する。カスパーゼ非依存的な細胞死経路は、ウイルスによるカスパーゼの阻害とアポトーシスの防止に打ち勝つために生じたものであると考えられている。

## 標的

### 核
グランザイムBは核内にも多くの基質が存在する。グランザイムはPARPやDNAPKを切断し、DNA修復やレトロウイルスによるDNAへの組み込みを阻害する。グランザイムBはヌクレオフォスミン、I型トポイソメラーゼ、ヌクレオリンも切断し、ウイルスの複製を防ぐ。また、HSV-1が遺伝子のトランス活性化のために利用する必須タンパク質ICP4を切断し、またNUMAを切断して有糸分裂を防ぐ。
グランザイムBはアデノウイルスのDBP（DNA Binding Protein）を50 kDaの断片へと切断する。また、グランザイムBによって活性化されるカスパーゼを介して、60 kDa断片への切断も間接的に行われる。

### 細胞外マトリックス
グランザイムBは、フィブロネクチン、ビトロネクチン、アグリカンなど、細胞外マトリックス（ECM）の多くのタンパク質を分解する。切断はアノイキスによる細胞死を誘導したり、アラーミンの放出によって炎症を誘導したりする。フィブロネクチンの断片は好中球を誘引し、軟骨細胞でのMMPの発現を刺激する。好塩基球はグランザイムBの分泌によって内皮細胞間の接触を分解し、炎症部位への漏出を可能にする。
グランザイムBはサイトカインIL-1αとIL-18のプロセシングによっても炎症を誘導する。また、PAR1の活性化を介してIL-6とIL-8の放出も開始する。
ビトロネクチンの切断はRGDインテグリン結合部位で行われ、細胞成長シグナル伝達経路を阻害する。ラミニンとフィブロネクチンの切断は表皮真皮接合部の接着とクロストークを破壊し、デコリンの破壊はコラーゲン組織の破壊、皮膚の菲薄化と老化を引き起こす。ケラチノサイトはUVAやUVBの照射後にグランザイムBを発現し、皮膚の光老化と関係している。
グランザイムBは創傷治癒も妨げる。von Willebrand因子の切断は血小板の凝集を阻害し、プラスミノーゲンの切断は血管新生を妨げるアンギオスタチン断片を産生する。フィブロネクチンとビトロネクチンの切断はprovisional matrixの形成を遅らせ、創傷治癒をさらに妨げる。

## T細胞の調節
グランザイムBは制御性T細胞から分泌され、末梢組織に限定されて胸腺に到達できず宿主細胞に暴露されていないCD4+T細胞を死滅させる。この活性化誘導細胞死（AICD）はFas経路を介さずに行うことが可能であり、自己抗原に対する自己免疫反応を防ぐことができる。

## 阻害因子
グランザイムBの最も一般的な阻害因子はSERPINB9であり、PI-9（proteinase inhibitor 9）という名称でも知られる。376アミノ酸からなり、核と細胞質に存在する。PI-9は多くの細胞種で、グランザイムBを介した偶発的な細胞死からの保護のために産生されている。PI-9は準安定状態で存在し、グランザイムBに結合した際にエネルギー的に有利なコンフォメーションをとる。PI-9のRCL（reactive loop center）領域は偽基質として作用し、まず可逆的なミカエリス複合体を形成する。RCLのP1位とP1'位の間のペプチド結合が切断されると、グランザイムBは恒久的に阻害される。しかし、RCLの切断が効率的に行われた場合、PI-9は1:1の自殺基質としては作用せず、グランザイムBは阻害されない。グランザイムMは核内と細胞質のPI-9を切断し、グランザイムBの阻害を緩和させる。アデノウイルスのL4-100Kタンパク質も非活性部位と基質結合ポケットに結合することでグランザイムBを阻害する。L4-100Kはヘキソンカプソメアを核内へ運搬する組み立てタンパク質である。100 kDaのタンパク質はグランザイムHによって90 kDaの断片へと切断されることで阻害は緩和され、これはアデノウイルスの複製の抑制やグランザイムBを介した細胞死への再感作に重要である。

## 疾患における役割
グランザイムBの血漿中の正常な濃度は20–40 pg/mlであり、70%の活性が維持されているが、多くの疾患でグランザイムBの濃度上昇がみられる。グランザイムBは、抗原のディスオーダー領域やリンカー領域を切断して新たなエピトープを露出させることで自己抗原を作り出し、これが自己免疫疾患の発症の原因となる場合がある。
CD8+T細胞からパーフォリンととともに放出されるグランザイムBは、同種他家由来の内皮細胞を死滅させることで心臓や腎臓移植の際の拒絶反応を引き起こす場合がある。膵島でのインスリン産生β細胞の破壊はT細胞とグランザイムBを介して行われており、1型糖尿病に寄与している。グランザイムBは脊髄損傷後の細胞死も媒介しており、関節リウマチにおいても上昇している。
慢性閉塞性肺疾患（COPD）は、NK細胞やT細胞から分泌されるグランザイムBが気管支上皮細胞のアポトーシスを引き起こすことが原因とされている。また、グランザイムBによるマトリックスの不安定化とリモデリングも、喘息の病因と関連している。グランザイムBはメラノサイトを死滅させ、尋常性白斑の原因となる。また接触皮膚炎、硬化性苔癬、扁平苔癬の症例でもグランザイムBの過剰発現がみられる。
グランザイムBを発現している細胞傷害性細胞が毛包の近傍に同定されており、脱毛に関与している可能性がある。また、グランザイムBによるECMのリモデリングは左室リモデリングへの関与が示唆されており、これはその後の心筋梗塞の可能性を高める。平滑筋細胞のアポトーシスによるアテローム斑の線維性被膜の弱体化も、グランザイムBと関係している。